# Municipio de Dell Grove
El municipio de Dell Grove (en inglés: Dell Grove Township) es un municipio ubicado en el condado de Pine en el estado estadounidense de Minnesota. En el año 2010 tenía una población de 697 habitantes y una densidad poblacional de 6,35 personas por km².

## Geografía
El municipio de Dell Grove se encuentra ubicado en las coordenadas 46°7′26″N 92°58′34″O / 46.12389, -92.97611. Según la Oficina del Censo de los Estados Unidos, el municipio tiene una superficie total de 109.78 km², de la cual 106,86 km² corresponden a tierra firme y (2,66 %) 2,92 km² es agua.

## Demografía
Según el censo de 2010, había 697 personas residiendo en el municipio de Dell Grove. La densidad de población era de 6,35 hab./km². De los 697 habitantes, el municipio de Dell Grove estaba compuesto por el 97,13 % blancos, el 0,14 % eran afroamericanos, el 0,43 % eran amerindios, el 0,57 % eran asiáticos, el 0,14 % eran de otras razas y el 1,58 % eran de una mezcla de razas. Del total de la población el 1,29 % eran hispanos o latinos de cualquier raza.